# ベルサザール・ハケット

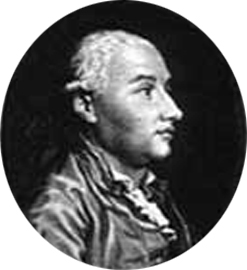
Belsazar Hacquet

ベルサザール・ハケット（Belsazar de la Motte Hacquet、または Balthasarまたは Balthazar Hacquet、1735年頃 – 1815年1月10日）オーストリア（スロヴェニア）の医師、博物学者である。フランス系であるとされる。スロヴェニアのイドリアなどで働き、スロヴェニア地方の地質学、植物学を研究した。

## 略歴
生年、生地については確実ではない。多くの資料はブルターニュ地方のル・コンケの貴族の非嫡出子であったとするが、スロヴェニアに暮らした時代に親交のあったジグムント・ゾイスにロシアの高官の息子であると称したが資料はない。メッスで生まれたという研究もある。
ウィーンで学び、七年戦争（1756年-1763年）の間は、軍医を務めた。スロヴェニアの鉱山都市、イドリヤで医師を務めた後、リュブリャナで解剖学、外科学を教えた。オーストリア帝国領、各地の科学的調査で知られ、その分野は、地質学、鉱物学、植物学、化学、民族学におよび、カルスト地形の研究でも知られる。イタリア北東部からスロベニアにまたがるジュリア・アルプス山脈の本格的な調査を行った最初の科学者であり、スロベニアの最高峰、トリグラウ（Mali Triglav;2725 m）に登頂した。1789年にスロヴェニアの地形に見られる定期的な土砂崩れ、（plaz Slano Blato）について記述し、鉱物のドロマイトの存在を認識した。
著書には4巻の"Oryctographia Carniolica"があり、カルニオラ地方、イストリア半島の地質、鉱物を論じた。南方スラブ人（Slavus Venedus Illyricus）の民族学的研究の著書もある。ジグムント・ゾイス、 Blaž Kumerdej、Gabriel Gruber、Peter Pavel Glavar、Anton Tomaž Linhartら啓蒙主義者が会員の、カルニオラ農学協会の事務局長を務めた。
植物学の分野では、『カルニオラの高山植物』（"Plantae alpinae Carniolicae"）の著書がある。トリグラフで採集したうす黄色のマツムシソウを新種としてScabiosa trentaと命名し、記載したがこれは後にCephalaria leucanthaであるとされた。
セリ科の種、Hacquetia epipactisやシオガマギク属の種、Pedicularis hacquetiiなどに献名されている。

## 著作
- Slavus-Venedus-Illyricus; Abbildung und Beschreibung der südwest- und östlichen Wenden, Illyrer und Slaven
- Plantae alpinae carniolicae, 1782
- Hacquet's mineralogisch-botanische Lustreise, von dem Berg Terglou in Krain zu dem Berg Glockner in Tyrol, im Jahr 1779 und 81, 1783
- Hacquet's neueste physikalischpolitische Reisen in den Jahren 1788 und 1789 durch die dacischen und sarmatischen oder nördlichen Karpathe. two volumes, 1790-1791
- Reise durch die norischen Alpen physikalischen und andern Inhalts unternommen in den Jahren 1784 bis 1786 ... Nuremberg, 1791
- Physische und technische Beschreibung der Flintensteine... Viena, 1792
- Bemerkungen über die Entstehung der Feuer- oder Flintensteine, etc. Berlin, 1806
- L'Illyrie et la Dalmatie, ou mœurs, usages et costumes de leurs habitants... (translation from German to French for Jean Baptiste Joseph Breton de La Martinière (1777-1852), two volumes, 1815